# Rdeča dvorana
Rdeča dvorana je športna dvorana v Velenju in je ena izmed objektov Športno rekreacijskega zavoda Rdeča dvorana. Zgrajena je bila leta 1975, svoje ime pa je dobila po rdečih plastičnih elementih s katerimi je obložena.
Dvorano uporablja veliko število različnih športnikov in ekip, med katerimi so bolj znani rokometaši Rokometnega kluba Gorenje Velenje, v njej pa ima sedež tudi Športna zveza Velenje.